# 2013-as WEC São Pauló-i 6 órás verseny
| Pályarajz | Pályarajz                | Pályarajz                                     |
| --------- | ------------------------ | --------------------------------------------- |
|           |                          |                                               |
| Győztesek |                          |                                               |
| Kategória | Csapat                   | Versenyzők                                    |
| LMP1      | #1 Audi Sport Team Joest | André Lotterer Marcel Fässler Benoît Tréluyer |
| LMP2      | #26 G-Drive Racing       | Roman Ruszinov John Martin Mike Conway        |
| LMGTE Pro | #51 AF Corse             | Gianmaria Bruni Giancarlo Fisichella          |
| LMGTE Am  | #96 Aston Martin Racing  | Jamie Campbell-Walter Stuart Hall             |

A 2013-as WEC São Pauló-i 6 órás verseny a Hosszútávú-világbajnokság 2013-as szezonjának negyedik futama volt, amelyet augusztus 30. és szeptember 1. között tartottak meg a Autódromo José Carlos Pace versenypályán. A fordulót Allan McNish, Tom Kristensen és Loïc Duval triója nyerte meg, akik a hibridhajtású Audi Sport Team Joest csapatának versenyautóját vezették.

## Időmérő
A kategóriák leggyorsabb versenyzői vastaggal vannak kiemelve.
| Poz. | Kategória | Csapat                      | Átlagidő   | Különbség | Rajthely |
| ---- | --------- | --------------------------- | ---------- | --------- | -------- |
| 1.   | LMP1      | #1 Audi Sport Team Joest    | 1:21,303   |           | 1        |
| 2.   | LMP1      | #2 Audi Sport Team Joest    | 1:21,353   | +0,050    | 2        |
| 3.   | LMP1      | #8 Toyota Racing            | 1:21,580   | +0,277    | 3        |
| 4.   | LMP1      | #12 Rebellion Racing        | 1:23,623   | +2,320    | 4        |
| 5.   | LMP2      | #26 G-Drive Racing          | 1:27,355   | +6,052    | 5        |
| 6.   | LMP2      | #49 Pecom Racing            | 1:27,830   | +6,527    | 6        |
| 7.   | LMP2      | #35 OAK Racing              | 1:28,300   | +6,997    | 7        |
| 8.   | LMP2      | #41 Greaves Motorsport      | 1:28,318   | +7,015    | 8        |
| 9.   | LMP2      | #32 Lotus                   | 1:28,556   | +7,253    | 9        |
| 10.  | LMP2      | #24 OAK Racing              | 1:28,577   | +7,274    | 10       |
| 11.  | LMP2      | #31 Lotus                   | 1:30,169   | +8,866    | 11       |
| 12.  | LMP2      | #45 OAK Racing              | 1:30,877   | +9,574    | 12       |
| 13.  | LMGTE Pro | #98 Aston Martin Racing     | 1:33,340   | +12,037   | 14       |
| 14.  | LMGTE Pro | #92 Porsche AG Team Manthey | 1:33,461   | +12,158   | 15       |
| 15.  | LMGTE Pro | #97 Aston Martin Racing     | 1:33,483   | +12,180   | 16       |
| 16.  | LMGTE Pro | #71 AF Corse                | 1:33,568   | +12,265   | 17       |
| 17.  | LMGTE Pro | #51 AF Corse                | 1:33,584   | +12,281   | 18       |
| 18.  | LMGTE Pro | #99 Aston Martin Racing     | 1:33,818   | +12,515   | 19       |
| 19.  | LMGTE Pro | #91 Porsche AG Team Manthey | 1:34,027   | +12,724   | 20       |
| 20.  | LMGTE Am  | #61 AF Corse                | 1:34,577   | +13,274   | 28[a]    |
| 21.  | LMGTE Am  | #95 Aston Martin Racing     | 1:34,585   | +13,282   | 21       |
| 22.  | LMGTE Am  | #81 8 Star Motorsports      | 1:34,616   | +13,313   | 22       |
| 23.  | LMGTE Am  | #96 Aston Martin Racing     | 1:34,773   | +13,470   | 23       |
| 24.  | LMGTE Am  | #88 Proton Competition      | 1:35,027   | +13,724   | 24       |
| 25   | LMGTE Am  | #57 Krohn Racing            | 1:35,125   | +13,822   | 26[b]    |
| 26.  | LMGTE Am  | #76 IMSA Performance Matmut | 1:35,297   | +13,994   | 27[b]    |
| 27.  | LMGTE Am  | #50 Larbre Compétition      | 1:35,368   | +14,065   | 25       |
| –    | LMP2      | #25 Delta-ADR               | idő nélkül |           | 20       |

Megjegyzések:
- ↑ a:  A #61-es AF Corse hasmagassága a megengedettnél alacsonyabb volt, ezért a versenyt a mezőny végéről kellett megkezdjék.[4]
- ↑ b:  Az #57-es Krohn Racing és a #76-os IMSA Performance Matmut egységeiből csak egy versenyző teljesített mért kört, ezért a versenyt a mezőny végéről kellett megkezdjék.[4]

## Verseny
A résztvevőknek legalább a versenytáv 70%-át ( kört) teljesíteniük kellett ahhoz, hogy az elért eredményüket értékeljék. A kategóriák leggyorsabb versenyzői vastaggal vannak kiemelve.
| Helyezés | Kategória | #  | Csapat                  | Versenyzők                                         | Kasztni                                 | Gumi | Kör | Idő/Hátrány/Kiesés |
| Helyezés | Kategória | #  | Csapat                  | Versenyzők                                         | Motor                                   | Gumi | Kör | Idő/Hátrány/Kiesés |
| -------- | --------- | -- | ----------------------- | -------------------------------------------------- | --------------------------------------- | ---- | --- | ------------------ |
| 1.       | LMP1      | 1  | Audi Sport Team Joest   | André Lotterer Marcel Fässler Benoît Tréluyer      | Audi R18 e-tron quattro                 | M    | 235 | 6:01:26,209        |
| 1.       | LMP1      | 1  | Audi Sport Team Joest   | André Lotterer Marcel Fässler Benoît Tréluyer      | Audi TDI 3.7 L Turbo V6 (Hybrid Diesel) | M    | 235 | 6:01:26,209        |
| 2.       | LMP1      | 2  | Audi Sport Team Joest   | Allan McNish Tom Kristensen Loïc Duval             | Audi R18 e-tron quattro                 | M    | 232 | +3 kör             |
| 2.       | LMP1      | 2  | Audi Sport Team Joest   | Allan McNish Tom Kristensen Loïc Duval             | Audi TDI 3.7 L Turbo V6 (Hybrid Diesel) | M    | 232 | +3 kör             |
| 3.       | LMP1      | 12 | Rebellion Racing        | Nicolas Prost Nick Heidfeld Mathias Beche          | Lola B12/60                             | M    | 230 | +5 kör             |
| 3.       | LMP1      | 12 | Rebellion Racing        | Nicolas Prost Nick Heidfeld Mathias Beche          | Toyota RV8KLM 3.4 L V8                  | M    | 230 | +5 kör             |
| 4.       | LMP2      | 26 | G-Drive Racing          | Roman Ruszinov John Martin Mike Conway             | Oreca 03                                | D    | 222 | +13 kör            |
| 4.       | LMP2      | 26 | G-Drive Racing          | Roman Ruszinov John Martin Mike Conway             | Nissan VK45DE 4.5 L V8                  | D    | 222 | +13 kör            |
| 5.       | LMP2      | 35 | OAK Racing              | Bertrand Baguette Martin Plowman Ricardo González  | Morgan LMP2                             | D    | 221 | +14 kör            |
| 5.       | LMP2      | 35 | OAK Racing              | Bertrand Baguette Martin Plowman Ricardo González  | Nissan VK45DE 4.5 L V8                  | D    | 221 | +14 kör            |
| 6.       | LMP2      | 49 | Pecom Racing            | Luís Pérez Companc Pierre Kaffer Nicolas Minassian | Oreca 03                                | M    | 221 | +14 kör            |
| 6.       | LMP2      | 49 | Pecom Racing            | Luís Pérez Companc Pierre Kaffer Nicolas Minassian | Nissan VK45DE 4.5 L V8                  | M    | 221 | +14 kör            |
| 7.       | LMP2      | 41 | Greaves Motorsport      | Christian Zugel Gunnar Jeannette Björn Wirdheim    | Zytek Z11SN                             | D    | 217 | +18 kör            |
| 7.       | LMP2      | 41 | Greaves Motorsport      | Christian Zugel Gunnar Jeannette Björn Wirdheim    | Nissan VK45DE 4.5 L V8                  | D    | 217 | +18 kör            |
| 8.       | LMP2      | 45 | OAK Racing              | Jacques Nicolet Jean-Marc Merlin Ihara Keiko       | Morgan LMP2                             | D    | 214 | +21 kör            |
| 8.       | LMP2      | 45 | OAK Racing              | Jacques Nicolet Jean-Marc Merlin Ihara Keiko       | Nissan VK45DE 4.5 L V8                  | D    | 214 | +21 kör            |
| 9.       | LMGTE Pro | 51 | AF Corse                | Gianmaria Bruni Giancarlo Fisichella               | Ferrari 458 Italia GT2                  | M    | 212 | +23 kör            |
| 9.       | LMGTE Pro | 51 | AF Corse                | Gianmaria Bruni Giancarlo Fisichella               | Ferrari 4.5 L V8                        | M    | 212 | +23 kör            |
| 10.      | LMGTE Pro | 97 | Aston Martin Racing     | Darren Turner Stefan Mücke                         | Aston Martin Vantage GTE                | M    | 212 | +23 kör            |
| 10.      | LMGTE Pro | 97 | Aston Martin Racing     | Darren Turner Stefan Mücke                         | Aston Martin 4.5 L V8                   | M    | 212 | +23 kör            |
| 11.      | LMP2      | 24 | OAK Racing              | Olivier Pla Alex Brundle David Heinemeier Hansson  | Morgan LMP2                             | D    | 212 | +23 kör            |
| 11.      | LMP2      | 24 | OAK Racing              | Olivier Pla Alex Brundle David Heinemeier Hansson  | Nissan VK45DE 4.5 L V8                  | D    | 212 | +23 kör            |
| 12.      | LMGTE Pro | 91 | Porsche AG Team Manthey | Jörg Bergmeister Patrick Pilet                     | Porsche 911 RSR                         | M    | 210 | +25 kör            |
| 12.      | LMGTE Pro | 91 | Porsche AG Team Manthey | Jörg Bergmeister Patrick Pilet                     | Porsche 4.0 L Flat-6                    | M    | 210 | +25 kör            |
| 13.      | LMGTE Pro | 92 | Porsche AG Team Manthey | Marc Lieb Richard Lietz                            | Porsche 911 RSR                         | M    | 209 | +26 kör            |
| 13.      | LMGTE Pro | 92 | Porsche AG Team Manthey | Marc Lieb Richard Lietz                            | Porsche 4.0 L Flat-6                    | M    | 209 | +26 kör            |
| 14.      | LMGTE Am  | 96 | Aston Martin Racing     | Jamie Campbell-Walter Stuart Hall                  | Aston Martin Vantage GTE                | M    | 208 | +27 kör            |
| 14.      | LMGTE Am  | 96 | Aston Martin Racing     | Jamie Campbell-Walter Stuart Hall                  | Aston Martin 4.5 L V8                   | M    | 208 | +27 kör            |
| 15.      | LMGTE Am  | 81 | 8 Star Motorsports      | Enzo Potolicchio Rui Águas Davide Rigon            | Ferrari 458 Italia GT2                  | M    | 208 | +27 kör            |
| 15.      | LMGTE Am  | 81 | 8 Star Motorsports      | Enzo Potolicchio Rui Águas Davide Rigon            | Ferrari 4.5 L V8                        | M    | 208 | +27 kör            |
| 16.      | LMGTE Am  | 88 | Proton Competition      | Christian Ried Gianluca Roda Paolo Ruberti         | Porsche 997 GT3-RSR                     | M    | 207 | +28 kör            |
| 16.      | LMGTE Am  | 88 | Proton Competition      | Christian Ried Gianluca Roda Paolo Ruberti         | Porsche 4.0 L Flat-6                    | M    | 207 | +28 kör            |
| 17.      | LMGTE Am  | 76 | IMSA Performance Matmut | Raymond Narac Christophe Bourret Jean-Karl Vernay  | Porsche 997 GT3-RSR                     | M    | 207 | +28 kör            |
| 17.      | LMGTE Am  | 76 | IMSA Performance Matmut | Raymond Narac Christophe Bourret Jean-Karl Vernay  | Porsche 4.0 L Flat-6                    | M    | 207 | +28 kör            |
| 18.      | LMGTE Am  | 57 | Krohn Racing            | Tracy Krohn Niclas Jönsson Maurizio Mediani        | Ferrari 458 Italia GT2                  | M    | 203 | +32 kör            |
| 18.      | LMGTE Am  | 57 | Krohn Racing            | Tracy Krohn Niclas Jönsson Maurizio Mediani        | Ferrari 4.5 L V8                        | M    | 203 | +32 kör            |
| 19.      | LMGTE Am  | 50 | Larbre Compétition      | Julien Canal Patrick Bornhauser Fernando Rees      | Chevrolet Corvette C6.R                 | M    | 194 | +41 kör            |
| 19.      | LMGTE Am  | 50 | Larbre Compétition      | Julien Canal Patrick Bornhauser Fernando Rees      | Chevrolet 5.5 L V8                      | M    | 194 | +41 kör            |
| 20.      | LMGTE Pro | 98 | Aston Martin Racing     | Paul Dalla Lana Pedro Lamy Richie Stanaway         | Aston Martin Vantage GTE                | M    | 186 | +49 kör            |
| 20.      | LMGTE Pro | 98 | Aston Martin Racing     | Paul Dalla Lana Pedro Lamy Richie Stanaway         | Aston Martin 4.5 L V8                   | M    | 186 | +49 kör            |
| Ki       | LMGTE Am  | 95 | Aston Martin Racing     | Kristian Poulsen Christoffer Nygaard Nicki Thiim   | Aston Martin Vantage GTE                | M    | 162 |                    |
| Ki       | LMGTE Am  | 95 | Aston Martin Racing     | Kristian Poulsen Christoffer Nygaard Nicki Thiim   | Aston Martin 4.5 L V8                   | M    | 162 |                    |
| Ki       | LMGTE Am  | 61 | AF Corse                | Jack Gerber Matt Griffin Marco Cioci               | Ferrari 458 Italia GT2                  | M    | 74  |                    |
| Ki       | LMGTE Am  | 61 | AF Corse                | Jack Gerber Matt Griffin Marco Cioci               | Ferrari 4.5 L V8                        | M    | 74  |                    |
| Ki       | LMGTE Pro | 99 | Aston Martin Racing     | Bruno Senna Robert Bell                            | Aston Martin Vantage GTE                | M    | 61  |                    |
| Ki       | LMGTE Pro | 99 | Aston Martin Racing     | Bruno Senna Robert Bell                            | Aston Martin 4.5 L V8                   | M    | 61  |                    |
| Ki       | LMP2      | 25 | Delta-ADR               | Tor Graves James Walker Robbie Kerr                | Oreca 03                                | D    | 58  |                    |
| Ki       | LMP2      | 25 | Delta-ADR               | Tor Graves James Walker Robbie Kerr                | Nissan VK45DE 4.5 L V8                  | D    | 58  |                    |
| Ki       | LMGTE Pro | 71 | AF Corse                | Kobajasi Kamui Toni Vilander                       | Ferrari 458 Italia GT2                  | M    | 51  |                    |
| Ki       | LMGTE Pro | 71 | AF Corse                | Kobajasi Kamui Toni Vilander                       | Ferrari 4.5 L V8                        | M    | 51  |                    |
| Ki       | LMP2      | 31 | Lotus                   | Kevin Weeda Christophe Bouchut                     | Lotus T128                              | D    | 47  |                    |
| Ki       | LMP2      | 31 | Lotus                   | Kevin Weeda Christophe Bouchut                     | Praga 3.6 L V8                          | D    | 47  |                    |
| Ki       | LMP1      | 8  | Toyota Racing           | Anthony Davidson Sébastien Buemi Stéphane Sarrazin | Toyota TS030 Hybrid                     | M    | 25  |                    |
| Ki       | LMP1      | 8  | Toyota Racing           | Anthony Davidson Sébastien Buemi Stéphane Sarrazin | Toyota 3.4 L V8 (Hybrid)                | M    | 25  |                    |
| Ki       | LMP2      | 32 | Lotus                   | Thomas Holzer Dominik Kraihamer Jan Charouz        | Lotus T128                              | D    | 23  |                    |
| Ki       | LMP2      | 32 | Lotus                   | Thomas Holzer Dominik Kraihamer Jan Charouz        | Praga 3.6 L V8                          | D    | 23  |                    |

## A világbajnokság állása a versenyt követően
LMP1 (Teljes táblázat)
| H  | Versenyzők                                         | Pont | H  | Konstruktőrök | Pont |
| -- | -------------------------------------------------- | ---- | -- | ------------- | ---- |
| 1. | Allan McNish Tom Kristensen Loïc Duval             | 112  | 1. | Audi          | 128  |
| 2. | André Lotterer Marcel Fässler Benoît Tréluyer      | 90   | 2. | Toyota        | 67   |
| 3. | Anthony Davidson Stéphane Sarrazin Sébastien Buemi | 63   | 3. | '             |      |
| 4. | Lucas di Grassi Marc Gené Oliver Jarvis            | 45   |    |               |      |
| 5. | Alexander Wurz Nicolas Lapierre                    | 37   |    |               |      |

GT (Teljes táblázat)
| H  | Versenyzők                           | Pont | H  | Konstruktőrök | Pont |
| -- | ------------------------------------ | ---- | -- | ------------- | ---- |
| 1. | Darren Turner Stefan Mücke           | 86   | 1. | Ferrari       | 149  |
| 2. | Marc Lieb Richard Lietz              | 84   | 2. | Porsche       | 145  |
| 3. | Gianmaria Bruni Giancarlo Fisichella | 81   | 3. | Aston Martin  | 134  |
| 4. | Romain Dumas                         | 72   |    |               |      |
| 5. | Patrick Pilet                        | 57   |    |               |      |

LMP2 (Teljes táblázat)
| H  | Versenyzők                                         | Pont | H  | Konstruktőrök      | Pont |
| -- | -------------------------------------------------- | ---- | -- | ------------------ | ---- |
| 1. | Bertrand Baguette Martin Plowman Ricardo González  | 95   | 1. | #35 OAK Racing     | 95   |
| 2. | Olivier Pla Alex Brundle David Heinemeier Hansson  | 81   | 2. | Pecom Racing       | 81   |
| 3. | Luís Pérez Companc Pierre Kaffer Nicolas Minassian | 80   | 3. | #24 OAK Racing     | 80   |
| 4. | Roman Ruszinov John Martin Mike Conway             | 46   | 4. | G-Drive Racing     | 46   |
| 5. | Jann Mardenborugh Lucas Ordóñez Michael Krumm      | 30   | 5. | Greaves Motorsport | 46   |

LMGTE Am (Teljes táblázat)
| H  | Versenyzők                        | Pont | H  | Konstruktőrök           | Pont |
| -- | --------------------------------- | ---- | -- | ----------------------- | ---- |
| 1. | Raymond Narac Jean-Karl Vernay    | 76   | 1. | IMSA Performance Matmut | 76   |
| 2. | Jamie Campbell-Walter Stuart Hall | 70   | 2. | 8 Star Motorsports      | 74   |
| 3. | Christophe Bourret                | 68   | 3. | Aston Martin Racing     | 74   |
| 4. | Enzo Potolicchio Rui Águas        | 66   | 4. | Larbre Compétition      | 71   |
| 5. | Julien Canal Patrick Bornhauser   | 65   | 5. | Proton Competition      | 55   |